# Ligue majeure de baseball 2015
Navigation
2014 2016
La saison 2015 de la Ligue majeure de baseball est la 115e saison depuis le rapprochement entre la Ligue américaine et la Ligue nationale et la 140e saison de Ligue majeure. 
Les champions de la saison sont les Royals de Kansas City, champions de la Ligue américaine qui remportent le 1er novembre la Série mondiale 2015. Victorieux quatre parties à une sur les Mets de New York, tenants du titre de la Ligue nationale, les Royals remportent leur premier titre depuis 1985.
Le coup d'envoi de la saison régulière est donné le dimanche 5 avril 2015 au Wrigley Field, où les Cubs de Chicago accueillaient les Cardinals de Saint-Louis. Les 28 autres clubs débutent le lendemain la saison qui se termine le dimanche 4 octobre suivant, pour ensuite faire place aux séries éliminatoires. 
Le 86e match des étoiles de la Ligue majeure de baseball a lieu le 14 juillet au Great American Ball Park de Cincinnati, domicile des Reds.
Pour la première fois depuis 1993, le baseball majeur amorce une saison avec un nouveau commissaire, alors que Rob Manfred succède à Bud Selig en janvier 2015.

## Intersaison

### Entraîneurs
Plusieurs clubs amorcent l'intersaison à la recherche d'un nouveau gérant. Trois d'entre eux feront leurs débuts dans cette fonction en dirigeant une équipe pour la première fois : Jeff Banister chez les Rangers du Texas, Chip Hale chez les Diamondbacks de l'Arizona, Paul Molitor avec les Twins du Minnesota et Kevin Cash chez les Rays de Tampa Bay. Les Astros de Houston embauchent A. J. Hinch, ancien pilote des Diamondbacks, pour diriger leur équipe.
C'est toutefois Joe Maddon qui retient le plus l'attention : le 24 octobre 2014, il annonce son départ des Rays de Tampa Bay après avoir dirigé le club avec succès pendant 9 ans. Une semaine plus tard, il signe un contrat de 25 millions de dollars pour diriger pendant 5 ans les Cubs de Chicago qui, pour lui faire place, remercient leur gérant d'une seule saison, Rick Renteria.

### Agents libres
La saison des agents libres débute le 30 octobre 2014 en prévision de la saison 2015, avec 121 joueurs accédant à l'autonomie au lendemain du dernier match de Série mondiale. Voici une liste des principaux agents libres ayant signé un contrat durant l'intersaison 2014-2015.

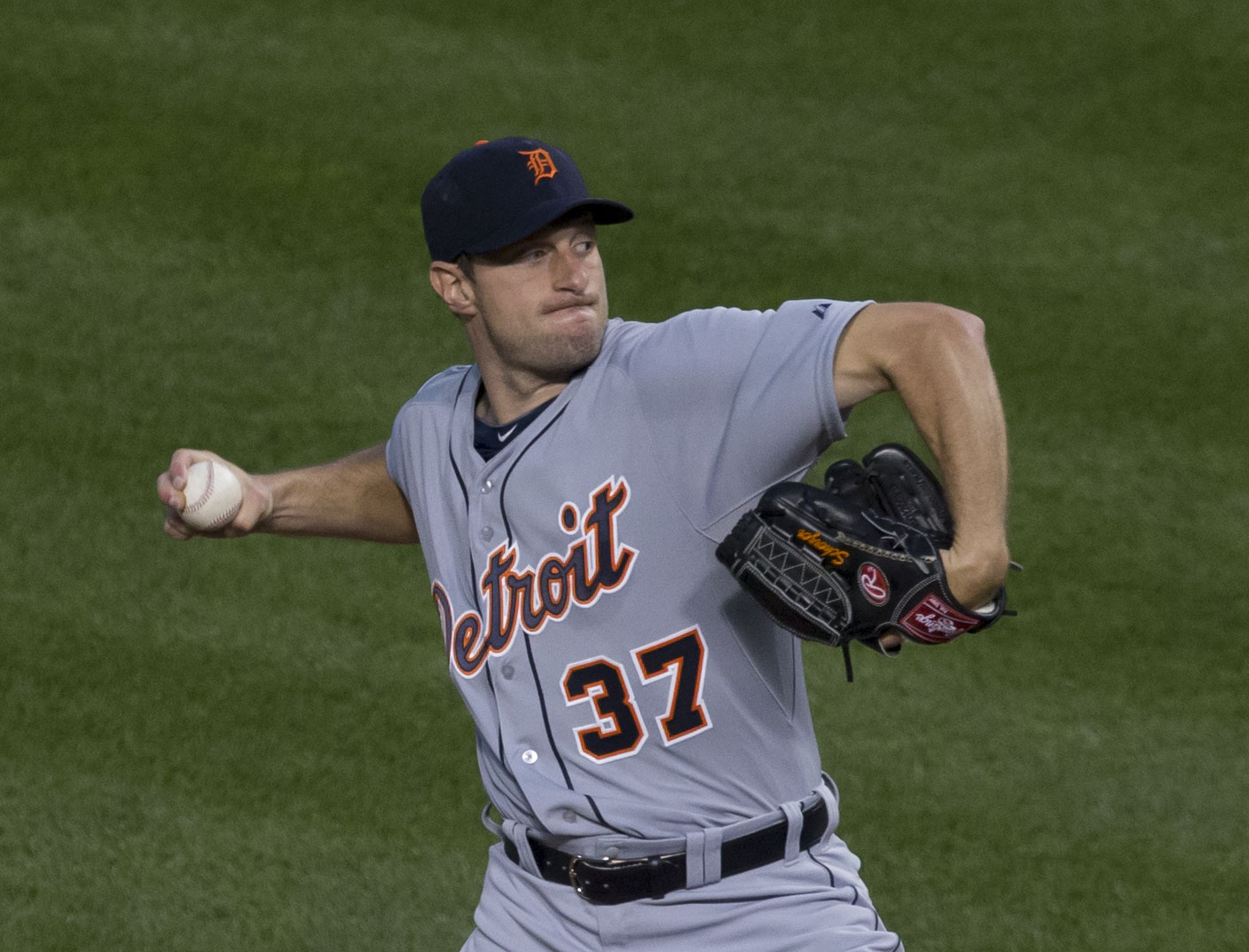
Agent libre le plus convoité, Max Scherzer rejoint les Nationals de Washington.

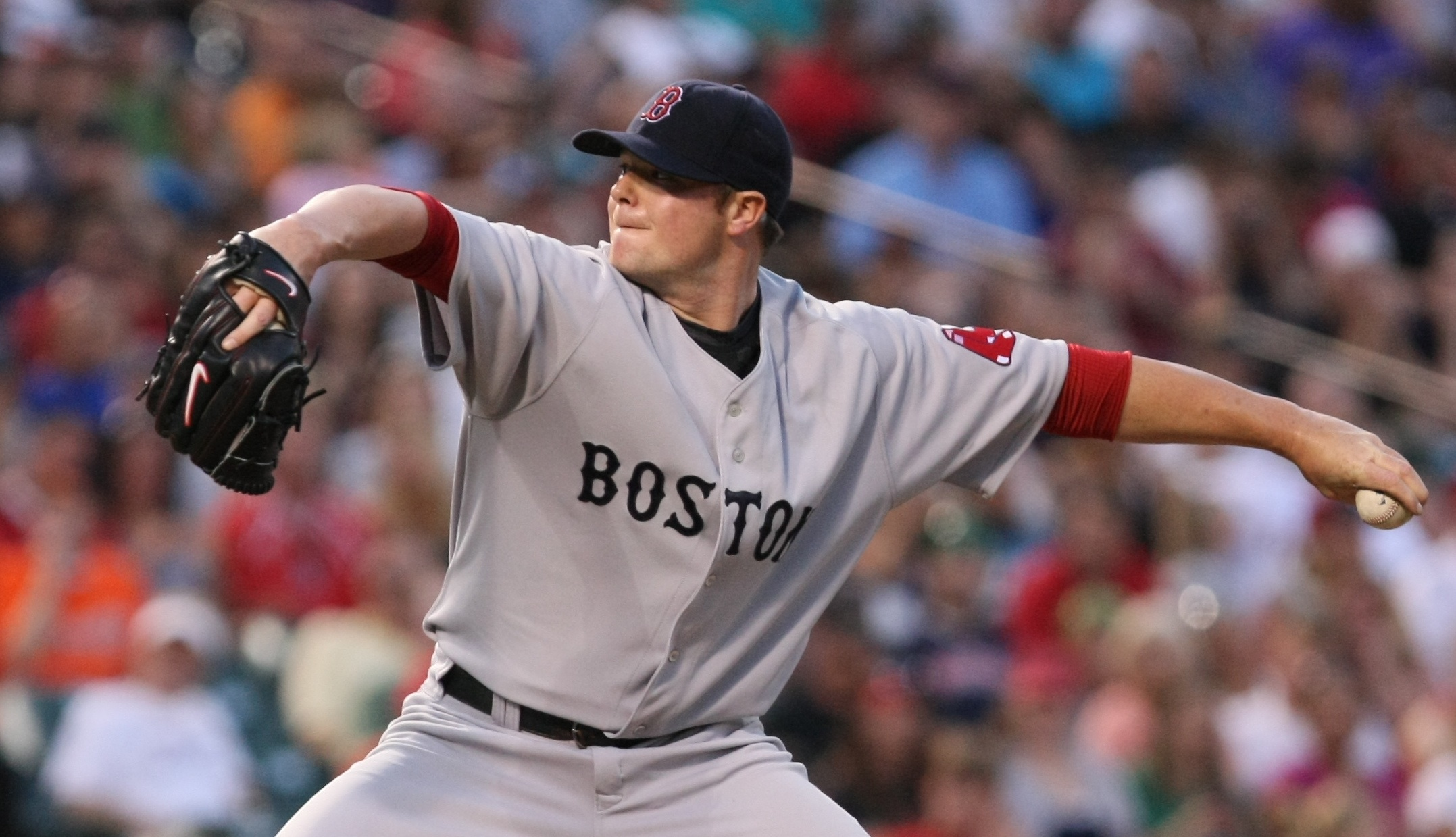
Jon Lester rejoint les Cubs de Chicago.

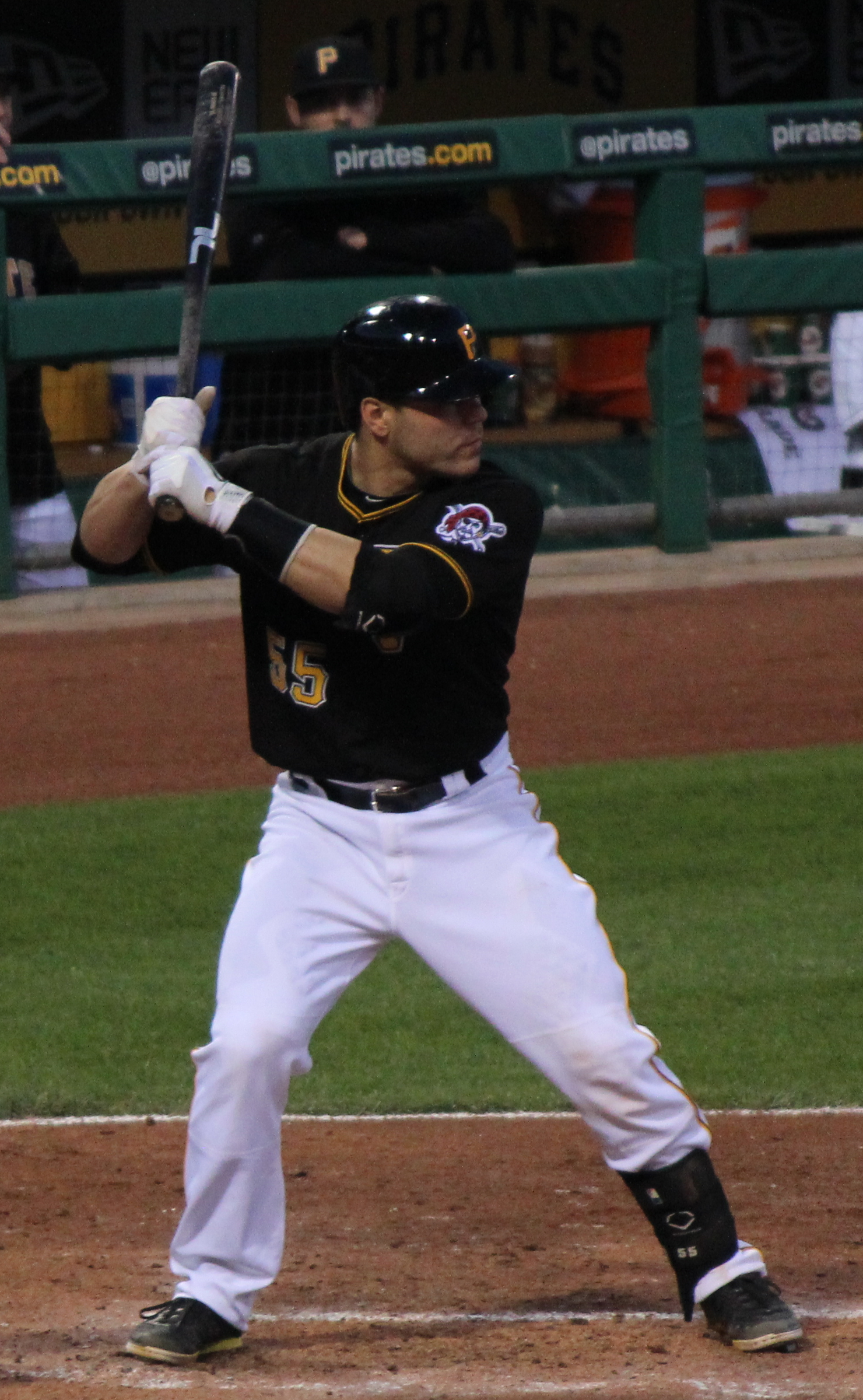
Après deux saisons à Pittsburgh, Russell Martin rejoint Toronto.

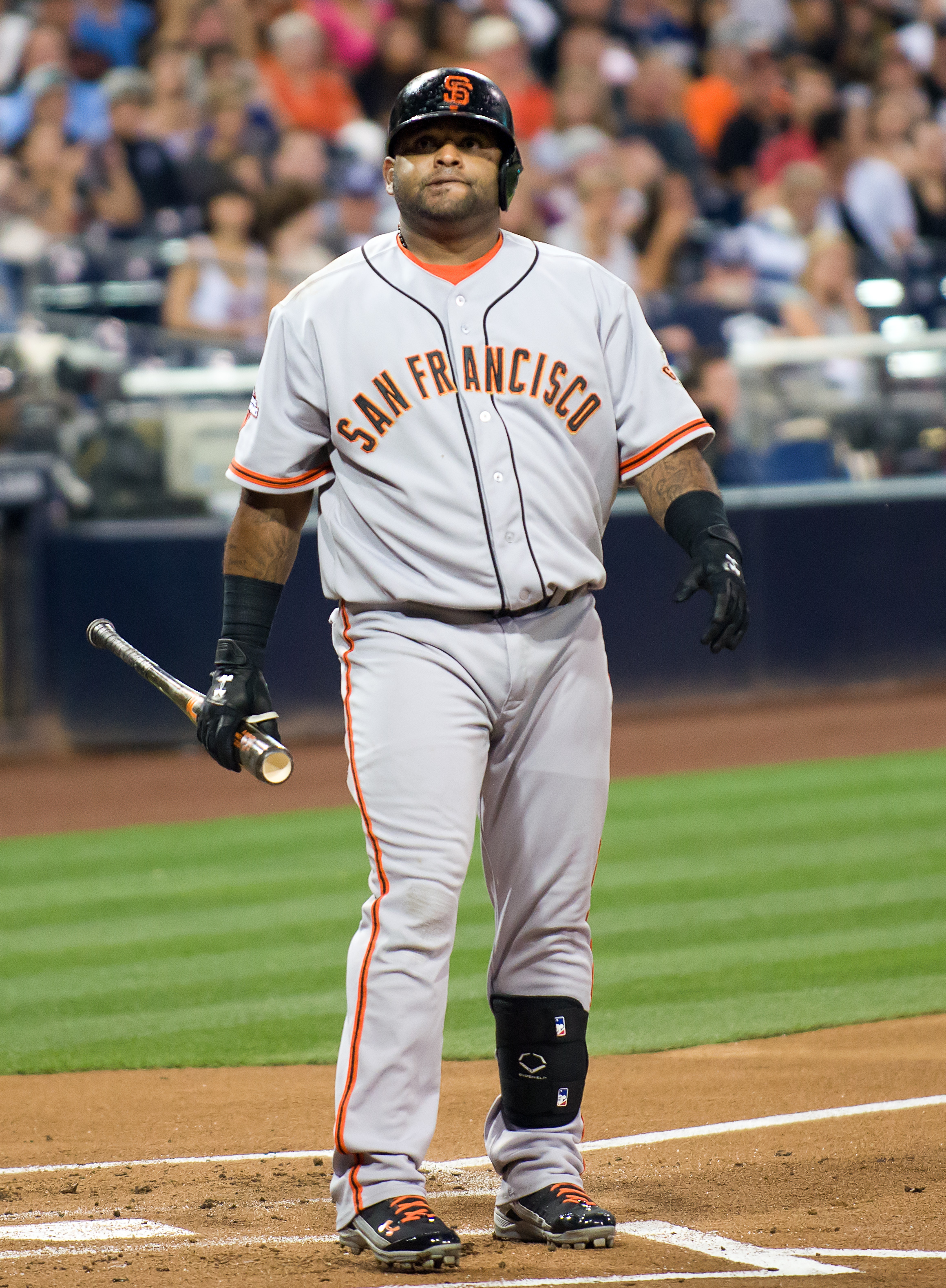
Pablo Sandoval quitte San Francisco pour Boston.

### Transactions notables
L'intersaison voit plusieurs joueurs de qualité changer d'équipe dans des transactions impliquant parfois jusqu'à trois clubs. Les assises d'hiver du baseball majeur, tenues du 7 au 11 décembre 2014 au Hilton San Diego Bayfront de San Diego est le rendez-vous annuel des décideurs des 30 franchises. L'événement est particulièrement animé : en plus des habituelles annonces concernant des agents libres notables, 44 joueurs changent d'équipe en 4 jours et certaines transactions officialisées dans les jours suivants y sont négociées. À titre de comparaison, 5 joueurs avaient changé de club aux assises d'hiver de 2013 et seulement 3 à celles de 2012. 
Voici quelques-uns des échanges notables précédant l'ouverture de la saison 2015 :

## Classement final
En vert, les champions de division. En gras le meilleur bilan de la ligue. En jaune, les équipes qualifiées en séries éliminatoires.
| Ligue nationale division Est | V  | D  | %    | Diff. | Diff. (séries) |
| ---------------------------- | -- | -- | ---- | ----- | -------------- |
| Mets de New York             | 90 | 72 | ,556 | -     | -              |
| Nationals de Washington      | 83 | 79 | ,512 | 7     | 14             |
| Marlins de Miami             | 71 | 91 | ,438 | 19    | 26             |
| Braves d'Atlanta             | 67 | 95 | ,414 | 23    | 30             |
| Phillies de Philadelphie     | 63 | 99 | ,389 | 27    | 34             |

| Ligue nationale division Centrale | V   | D  | %    | Diff. | Diff. (séries) |
| --------------------------------- | --- | -- | ---- | ----- | -------------- |
| Cardinals de Saint-Louis          | 100 | 62 | ,617 | -     | -              |
| Pirates de Pittsburgh             | 98  | 64 | ,605 | 2     | +1             |
| Cubs de Chicago                   | 97  | 65 | ,599 | 3     | -              |
| Brewers de Milwaukee              | 68  | 94 | ,420 | 32    | 29             |
| Reds de Cincinnati                | 64  | 98 | ,395 | 36    | 33             |

| Ligue nationale division Ouest | V  | D  | %    | Diff. | Diff. (séries) |
| ------------------------------ | -- | -- | ---- | ----- | -------------- |
| Dodgers de Los Angeles         | 92 | 70 | ,568 | -     | -              |
| Giants de San Francisco        | 84 | 78 | ,519 | 8     | 13             |
| Diamondbacks de l'Arizona      | 79 | 83 | ,488 | 13    | 18             |
| Padres de San Diego            | 74 | 88 | ,457 | 18    | 23             |
| Rockies du Colorado            | 68 | 94 | ,420 | 24    | 29             |

| Ligue américaine division Est | V  | D  | %    | Diff. | Diff. (séries) |
| ----------------------------- | -- | -- | ---- | ----- | -------------- |
| Blue Jays de Toronto          | 93 | 69 | ,574 | -     | -              |
| Yankees de New York           | 87 | 75 | ,537 | 6     | +1             |
| Orioles de Baltimore          | 81 | 81 | ,500 | 12    | 5              |
| Rays de Tampa Bay             | 80 | 82 | ,494 | 13    | 6              |
| Red Sox de Boston             | 78 | 84 | ,481 | 15    | 8              |

| Ligue américaine division Centrale | V  | D  | %    | Diff. | Diff. (séries) |
| ---------------------------------- | -- | -- | ---- | ----- | -------------- |
| Royals de Kansas City              | 95 | 67 | ,586 | -     | -              |
| Twins du Minnesota                 | 83 | 79 | ,512 | 12    | 3              |
| Indians de Cleveland               | 81 | 80 | ,503 | 13½   | 4½             |
| White Sox de Chicago               | 76 | 86 | ,469 | 19    | 10             |
| Tigers de Détroit                  | 74 | 87 | ,460 | 20½   | 11½            |

| Ligue américaine division Ouest | V  | D  | %    | Diff. | Diff. (séries) |
| ------------------------------- | -- | -- | ---- | ----- | -------------- |
| Rangers du Texas                | 88 | 74 | ,543 | -     | -              |
| Astros de Houston               | 86 | 76 | ,531 | 2     | -              |
| Angels de Los Angeles           | 85 | 77 | ,525 | 3     | 1              |
| Mariners de Seattle             | 76 | 86 | ,469 | 12    | 10             |
| Athletics d'Oakland             | 68 | 94 | ,420 | 20    | 18             |

## Séries éliminatoires
Les nombres avant les noms de clubs indiquent les têtes de séries, et les nombres à droite du nom indiquent le nombre de matchs gagnés dans la ronde éliminatoire.
|  | Matchs de meilleur deuxième | Matchs de meilleur deuxième | Matchs de meilleur deuxième |  |   | Séries de divisions | Séries de divisions      | Séries de divisions    |                       |   | Séries de championnat | Séries de championnat | Séries de championnat |  |  | Série mondiale | Série mondiale   | Série mondiale |
|  |                             |                             |                             |  |   |                     |                          |                        |                       |   |                       |                       |                       |  |  |                |                  |                |
|  |                             |                             |                             |  |   | 5                   | Cubs de Chicago          | 3                      |                       |   |                       |                       |                       |  |  |                |                  |                |
|  | 5                           | Cubs de Chicago             | 1                           |  |   | 1                   | Cardinals de Saint-Louis | 1                      |                       |   |                       |                       |                       |  |  |                |                  |                |
|  | 5                           | Cubs de Chicago             | 1                           |  | 2 | 1                   | Cardinals de Saint-Louis | 1                      | Cubs de Chicago       | 0 |                       |                       |                       |  |  |                |                  |                |
|  | 4                           | Pirates de Pittsburgh       | 0                           |  | 2 |                     | Ligue nationale          | Ligue nationale        | Ligue nationale       | 0 |                       |                       |                       |  |  |                |                  |                |
|  | 4                           | Pirates de Pittsburgh       | 0                           |  | 1 | Mets de New York    | Ligue nationale          | Ligue nationale        | Ligue nationale       | 4 |                       |                       |                       |  |  |                |                  |                |
|  |                             |                             |                             |  |   | Mets de New York    | 3                        | Dodgers de Los Angeles | 2                     | 4 |                       |                       |                       |  |  |                |                  |                |
|  |                             |                             |                             |  |   |                     | 3                        | Dodgers de Los Angeles | 2                     |   |                       |                       |                       |  |  |                |                  |                |
|  |                             |                             |                             |  |   | 2                   | Mets de New York         | 3                      |                       |   |                       |                       |                       |  |  |                |                  |                |
|  |                             |                             |                             |  |   |                     |                          |                        |                       |   |                       |                       |                       |  |  | NL             | Mets de New York | 1              |
|  |                             |                             |                             |  |   |                     |                          | AL                     | Royals de Kansas City | 4 |                       |                       |                       |  |  |                |                  |                |
|  |                             |                             |                             |  |   | 3                   | Rangers du Texas         | 2                      |                       |   |                       |                       |                       |  |  |                |                  |                |
|  |                             |                             |                             |  |   | 2                   | Blue Jays de Toronto     | 3                      |                       |   |                       |                       |                       |  |  |                |                  |                |
|  |                             |                             |                             |  |   | 2                   | Blue Jays de Toronto     | 3                      |                       | 2 | Blue Jays de Toronto  | 2                     |                       |  |  |                |                  |                |
|  | 5                           | Astros de Houston           | 1                           |  |   | Ligue américaine    | Ligue américaine         | Ligue américaine       |                       | 2 | Blue Jays de Toronto  | 2                     |                       |  |  |                |                  |                |
|  | 5                           | Astros de Houston           | 1                           |  | 1 | Ligue américaine    | Ligue américaine         | Ligue américaine       | Royals de Kansas City | 4 |                       |                       |                       |  |  |                |                  |                |
|  | 4                           | Yankees de New York         | 0                           |  | 1 |                     | 5                        | Astros de Houston      | Royals de Kansas City | 4 | 2                     |                       |                       |  |  |                |                  |                |
|  | 4                           | Yankees de New York         | 0                           |  |   |                     | 5                        | Astros de Houston      |                       |   | 2                     |                       |                       |  |  |                |                  |                |
|  |                             |                             |                             |  |   | 1                   | Royals de Kansas City    | 3                      |                       |   |                       |                       |                       |  |  |                |                  |                |

## Statistiques individuelles

### Au bâton
| Catégorie                      | Ligue nationale                                   | Stat  | Ligue américaine           | Stat |
| ------------------------------ | ------------------------------------------------- | ----- | -------------------------- | ---- |
| Moyenne au bâton               | Dee Gordon (Marlins)                              | ,333  | Miguel Cabrera (Tigers)    | ,338 |
| % présence sur les buts        | Bryce Harper (Nationals)                          | ,460  | Miguel Cabrera (Tigers)    | ,440 |
| Moyenne de puissance           | Bryce Harper (Nationals)                          | ,649  | Mike Trout (Angels)        | ,590 |
| OPS (sur les buts + puissance) | Bryce Harper (Nationals)                          | 1,109 | Mike Trout (Angels)        | ,991 |
| Coups sûrs                     | Dee Gordon (Marlins)                              | 205   | José Altuve (Astros)       | 200  |
| Doubles                        | Matt Carpenter (Cardinals)                        | 44    | Michael Brantley (Indians) | 45   |
| Triples                        | David Peralta (Diamondbacks)                      | 10    | Eddie Rosario (Twins)      | 15   |
| Coups de circuit               | Nolan Arenado (Rockies), Bryce Harper (Nationals) | 42    | Chris Davis (Orioles)      | 47   |
| Coups sûrs de plus d'un but    | Nolan Arenado (Rockies)                           | 89    | Josh Donaldson (Blue Jays) | 84   |
| Total de buts                  | Nolan Arenado (Rockies)                           | 354   | Josh Donaldson (Blue Jays) | 352  |
| Points produits                | Nolan Arenado (Rockies)                           | 130   | Josh Donaldson (Blue Jays) | 123  |
| Points marqués                 | Bryce Harper (Nationals)                          | 118   | Josh Donaldson (Blue Jays) | 122  |
| Buts-sur-balles                | Joey Votto (Reds)                                 | 143   | José Bautista (Blue Jays)  | 110  |
| Buts volés                     | Dee Gordon (Marlins)                              | 58    | José Altuve (Astros)       | 38   |
| WAR (offensive)                | Bryce Harper (Nationals)                          | 8,9   | Mike Trout (Angels)        | 8,7  |
| WAR (défensive)                | Andrelton Simmons (Braves)                        | 3,5   | Kevin Kiermaier (Rays)     | 4,9  |
| WAR (totale)                   | Bryce Harper (Nationals)                          | 10,1  | Mike Trout (Angels)        | 9,3  |

Statistiques sur MLB.com

### Lanceurs
| Catégorie                                  | Ligue nationale           | Stat  | Ligue américaine                | Stat  |
| ------------------------------------------ | ------------------------- | ----- | ------------------------------- | ----- |
| Moyenne de points mérités                  | Zack Greinke (Dodgers)    | 1,66  | David Price (Tigers, Blue Jays) | 2,45  |
| Victoires                                  | Jake Arrieta (Cubs)       | 22    | Dallas Keuchel (Astros)         | 20    |
| Retraits sur des prises                    | Clayton Kershaw (Dodgers) | 301   | Chris Sale (White Sox)          | 274   |
| Retraits sur des prises par 9 manches      | Clayton Kershaw (Dodgers) | 11,64 | Chris Sale (White Sox)          | 11,82 |
| Retraits sur des prises par but-sur-balles | Max Scherzer (Nationals)  | 8,12  | Chris Sale (White Sox)          | 6,52  |
| Moins de buts-sur-balles par 9 manches     | Bartolo Colón (Mets)      | 1,11  | Mark Buehrle (Blue Jays)        | 1,49  |
| Sauvetages                                 | Mark Melancon (Pirates)   | 51    | Brad Boxberger (Rays)           | 41    |
| Moyenne au bâton des adversaires           | Jake Arrieta (Cubs)       | ,185  | Marco Estrada (Blue Jays)       | ,203  |
| WHIP                                       | Zack Greinke (Dodgers)    | 0,84  | Dallas Keuchel (Astros)         | 1,02  |
| WAR (lanceurs)                             | Zack Greinke (Dodgers)    | 9,4   | Dallas Keuchel (Astros)         | 7,2   |

Statistiques sur MLB.com

## Entraînement de printemps
Les camps d'entraînements des 30 clubs du baseball majeur s'ouvrent en février 2015 en Floride et en Arizona.

## Saison régulière

### Avril
- 5 avril : 
  - À Chicago, match d'ouverture de la saison 2015 au Wrigley Field entre les Cubs de Chicago et les Cardinals de Saint-Louis.
  - Les Braves d'Atlanta échangent aux Padres de San Diego leur stoppeur étoile Craig Kimbrel et le voltigeur Melvin Upton en retour du prometteur[103] lanceur droitier Matt Wisler, des voltigeurs Cameron Maybin, Carlos Quentin et Jordan Paroubeck ainsi que de la 41e sélection au total du repêchage amateur de 2015[104].
- 6 avril : Matchs d'ouverture pour 28 des 30 clubs du baseball majeur.
- 8 avril : Adrian Gonzalez, des Dodgers de Los Angeles, réussit un exploit inédit dans l'histoire du baseball majeur avec 5 coups de circuit frappés dans les 3 premiers matchs d'une saison[105].
- 9 avril : À leur troisième match de la saison, les Twins du Minnesota marquent un point non mérité dans une défaite de 7-1 aux mains des Tigers de Détroit, mais établissent un record de la Ligue américaine avec 24 manches consécutives sans marquer de point pour amorcer une saison[106], deux de moins que le record des majeures établi par les Cardinals de Saint-Louis de 1943[107]. Les Tigers, quant à eux, établissent le record de l'Américaine en ayant blanchi l'adversaire 24 manches de suite en début de campagne, deux manches de plus que la performance des White Sox de Chicago de 1947[108].
- 9 au 20 avril : Une recrue des Royals de Kansas City, Paulo Orlando, réussit 5 triples à ses 7 premiers matchs en carrière, un fait inédit dans l'histoire des majeures[109].

- 10 avril : Dans un match contre Minnesota, les Tigers de Détroit égalent le record des majeures établis par les Cardinals de Saint-Louis de 1963 lorsqu'ils accordent un premier point mérité après en avoir privé l'adversaire au cours des 32 premières manches de leur saison[110].
- 12 au 23 avril : Les Mets de New York égalent un record de franchise avec 11 victoires de suite[111]. Leur fiche de 13 succès et 3 défaites est leur meilleur début de saison depuis une performance similaire en 1986[111].
- 17 avril : Mike Trout des Angels de Los Angeles frappe un coup de circuit pour devenir le plus jeune joueur de l'histoire à compter 100 circuits et 100 buts volés en carrière. À 23 ans et 251 jours, il bat le record d'Alex Rodriguez, qui avait atteint ces plateaux en 1999 à l'âge de 23 ans et 309 jours[112].
- 25 avril : 
  - Ichiro Suzuki marque son 1 968e point en carrière (1 310 dans les Ligues majeures et 658 au Japon), le plus haut total de l'histoire pour un joueur japonais, devant les 1 967 de Sadaharu Oh[113].
  - La MLB suspend six joueurs à la suite d'une bagarre générale survenue le 23 avril dans un match entre les Royals de Kansas City et les White Sox de Chicago. Pour les Royals, Yordano Ventura est suspendu 7 matchs, Edinson Volquez 5 matchs, Kelvin Herrera et Lorenzo Cain deux matchs chacun. Pour les White Sox, Chris Sale et Jeff Samardzija sont suspendus chacun pour 5 parties[114].
- 27 avril : Les Angels de Los Angeles transfèrent le joueur de champ extérieur Josh Hamilton à son ancien club, les Rangers du Texas, en échange d'un joueur à être nommé plus tard ou d'une compensation en argent[115].
- 29 avril : Pour la première fois de l'histoire de la MLB, un match est joué dans un stade vide de spectateurs[116]. Au Camden Yards de Baltimore, les Orioles de Baltimore l'emportent 8-2 sur les White Sox de Chicago[117]. La décision d'interdire l'accès du stade au public est provoquée par les émeutes de Baltimore qui secouent la ville depuis plusieurs jours. Les deux matchs prévus entre les mêmes équipes dans les deux jours précédents avaient déjà été reportés et la visite, prévue du 1er au 3 mai, des Rays de Tampa Bay à Baltimore est annulée : les trois rencontres auront lieu au domicile des Rays à St. Petersburg[118].

### Mai

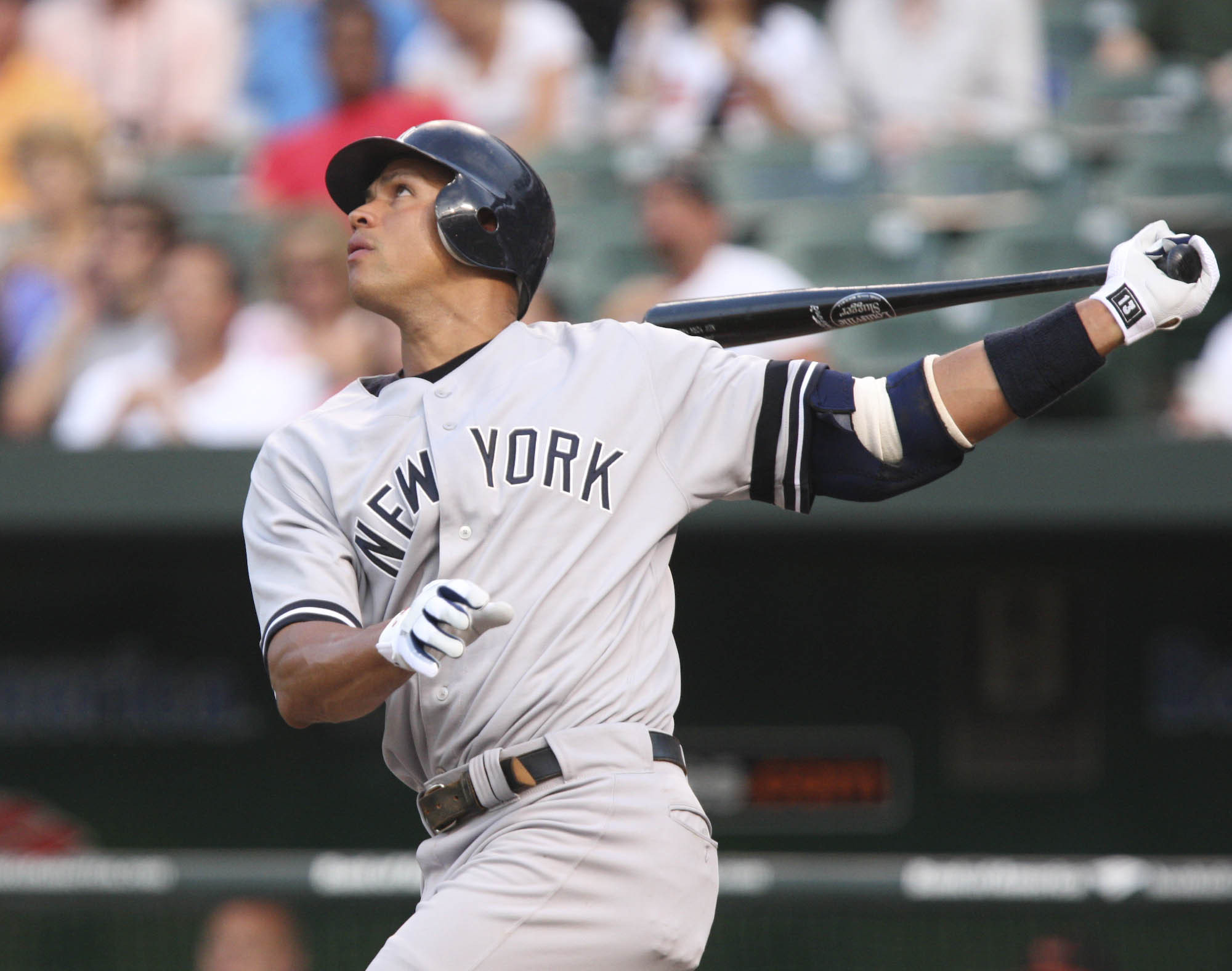
Le 7 mai, Alex Rodriguez (photo) dépasse Willie Mays au 4e des meilleurs frappeurs de circuits de l'histoire.

- 1er mai : Alex Rodriguez des Yankees de New York frappe à Boston le 660e circuit de sa carrière pour rejoindre Willie Mays au 4e rang de l'histoire[119].
- 3 mai : Après un début de saison de 2 victoires et 13 défaites, puis de 7 matchs gagnés en 25 rencontres, les Brewers de Milwaukee congédient le gérant Ron Roenicke, qui dirigeait le club depuis 2011[120].
- 4 mai : Craig Counsell succède à Ron Roenicke comme gérant des Brewers de Milwaukee[121].

- 7 mai : 
  - Alex Rodriguez des Yankees de New York frappe contre Baltimore le 661e circuit de sa carrière pour dépasser Willie Mays et occuper seul le 4e rang de l'histoire[122] derrière Barry Bonds, Hank Aaron et Babe Ruth.
  - Face aux Dodgers de Los Angeles, Mike Fiers des Brewers de Milwaukee lance la 79e manche immaculée de l'histoire des majeures[123].
- 9 mai : En 2e manche d'un match à domicile contre les Cardinals de Saint-Louis, les Pirates de Pittsburgh réussissent sur une frappe de Yadier Molina le premier triple jeu 4-5-4 de l'histoire du baseball majeur, c'est-à-dire du joueur de deuxième but (4) Neil Walker au joueur de troisième but (5) Jung-ho Kang à Walker (4) à nouveau[124],[125].
- 10 mai : Michael Pineda des Yankees de New York amasse 16 retraits sur des prises en 7 manches face aux Orioles de Baltimore[126].
- 13 mai : 
  - Dans une victoire sur les Cardinals de Saint-Louis, Corey Kluber des Indians de Cleveland réussit 18 retraits sur des prises[127], le plus grand nombre par un lanceur des Indians depuis le record d'équipe de 19 établi par Luis Tiant le 3 juillet 1968[128].
  - Jonathan Papelbon établi le nouveau record de franchise des Phillies de Philadelphie avec un 113e sauvetage depuis qu'il a joint l'équipe[129].
- 15 mai : Adrián Beltré, des Rangers du Texas, frappe le 400e circuit de sa carrière[130].
- 16 mai : Miguel Cabrera, des Tigers de Détroit, frappe le 400e circuit de sa carrière pour devenir le premier Vénézuélien à atteindre ce total et battre l'ancien record de 399 établi par Andrés Galarraga[131].
- 17 mai : Les Marlins de Miami (16 victoires, 22 défaites) congédient leur gérant, Mike Redmond[132].
- 27 mai : Le lanceur Jon Lester des Cubs de Chicago bat établit un nouveau record du baseball majeur pour le plus grand nombre de présences officielles au bâton sans réussir son premier coup sûr en carrière : il dépasse l'ancienne marque de 57 présences sans coup sûr de Joey Hamilton[133], un autre lanceur, en 1994 et 1995.

### Juin
- 5 avril au 1er juin[134] : Matt Holliday, des Cardinals de Saint-Louis, atteint les buts lors de ses 45 premiers matchs, battant le record de la Ligue nationale (établi en 1986 par Tim Raines et en 2008 par Albert Pujols[135]) pour la plus longue série du genre pour amorcer une saison[136].
- 5 juin : Pat Venditte devient le premier véritable lanceur ambidextre de l'ère moderne du baseball lorsqu'il fait ses débuts avec les Athletics d'Oakland[137]. Il est le premier lanceur à lancer des deux mains depuis un bref essai de Greg A. Harris en 1995, et quatre lanceurs ambidextres au XIXe siècle[138].
- 8 au 10 juin : Repêchage des joueurs amateurs 2015. L'arrêt-court Dansby Swanson est le tout premier joueur sélectionné et est repêché par les Diamondbacks de l'Arizona[139].
- 9 juin : Le lanceur recrue des Giants, Chris Heston, réussit un match sans point ni coup sûr dans une victoire de 5-0 sur les Mets, à New York[140].

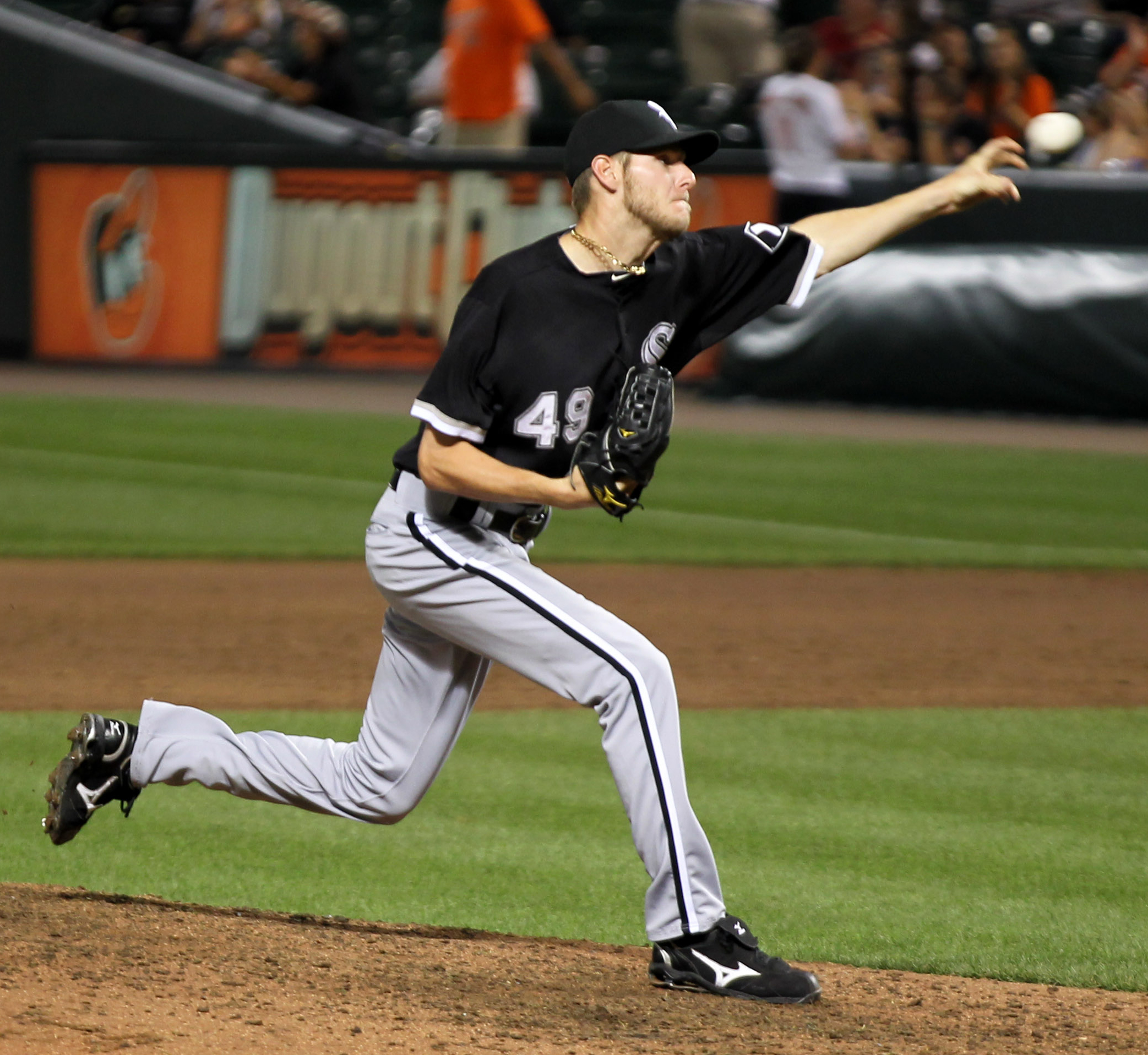
Chris Sale égale un record de Pedro Martínez avec au moins 10 retraits sur des prises lors de 8 matchs consécutifs.

- 13 juin : Zack Greinke des Dodgers de Los Angeles amorce une séquence de 45 manches et deux tiers sans accorder de point, qui ne se termine que le 26 juillet suivant.
- 15 juin : Les Padres de San Diego, détenteurs d'une fiche de 32 victoires et 33 défaites, congédient le gérant Bud Black, qui dirigeait l'équipe depuis 2007, et le remplacent par Dave Roberts[141], qui assure l'intérim pour un seul match.
- 16 juin : 
  - Les Padres de San Diego nomment Pat Murphy gérant par intérim jusqu'à la fin de la saison[142].
  - Le New York Times rapporte[143],[144] que des employés de direction des Cardinals de Saint-Louis sont sous enquête du FBI pour le hacking et la fuite, en juin 2014, des données confidentielles des Astros de Houston qui étaient contenus dans Ground Control, leur réseau interne[145].
- 19 juin : Alex Rodriguez des Yankees de New York réussit contre Justin Verlander des Tigers de Détroit le 3 000e coup sûr de sa carrière, devenant à l'âge de 40 ans le 29e joueur de l'histoire à atteindre ce total dans les majeures[146].
- 20 juin : À Washington, Max Scherzer réussit un match sans point ni coup sûr dans la victoire de 6-0 des Nationals sur les Pirates de Pittsburgh. Scherzer est le 13e lanceur de l'histoire à perdre un perd un match parfait après 26 retraits lorsque José Tábata est atteint par un lancer avec deux prises contre lui et deux retraits à la dernière manche[147].
- 21 juin : Mélissa Mayeux, une joueuse d'arrêt-court française de 16 ans, devient la première femme à être ajoutée sur la liste d'inscription des joueurs internationaux[148], la rendant admissible à signer un contrat avec un club de la Ligue majeure de baseball[149].
- 26 juin : 
  - La vedette Giancarlo Stanton des Marlins de Miami, meneur des majeures pour les coups de circuit, se brise l'os hamatum du poignet gauche lors d'un match face aux Dodgers de Los Angeles, l'envoyant sur la liste des joueurs blessés pour une période de 4 à 6 semaines[150].
  - Les Phillies de Philadelphie ont la pire fiche (26 victoires, 48 défaites) du baseball majeur et Ryne Sandberg démissionne de son poste de gérant. Il est remplacé, sur une base intérimaire, par Pete Mackanin[151].
- 27 juin : À leur 74e match, les Cardinals de Saint-Louis deviennent l'équipe à atteindre les 50 victoires le plus rapidement dans une saison depuis les White Sox de Chicago (50-22)[152] de la Ligue américaine en 2005, et le plus rapidement dans la Ligue nationale depuis les Mets de New York (50-21)[153] de 1986[154].
- 30 juin : Chris Sale des White Sox de Chicago égale le record établi par Pedro Martínez en 1999 pour Boston et devient le deuxième lanceur de l'histoire des majeures à réussir au moins 10 retraits sur des prises lors de 8 départs consécutifs[155].

### Juillet

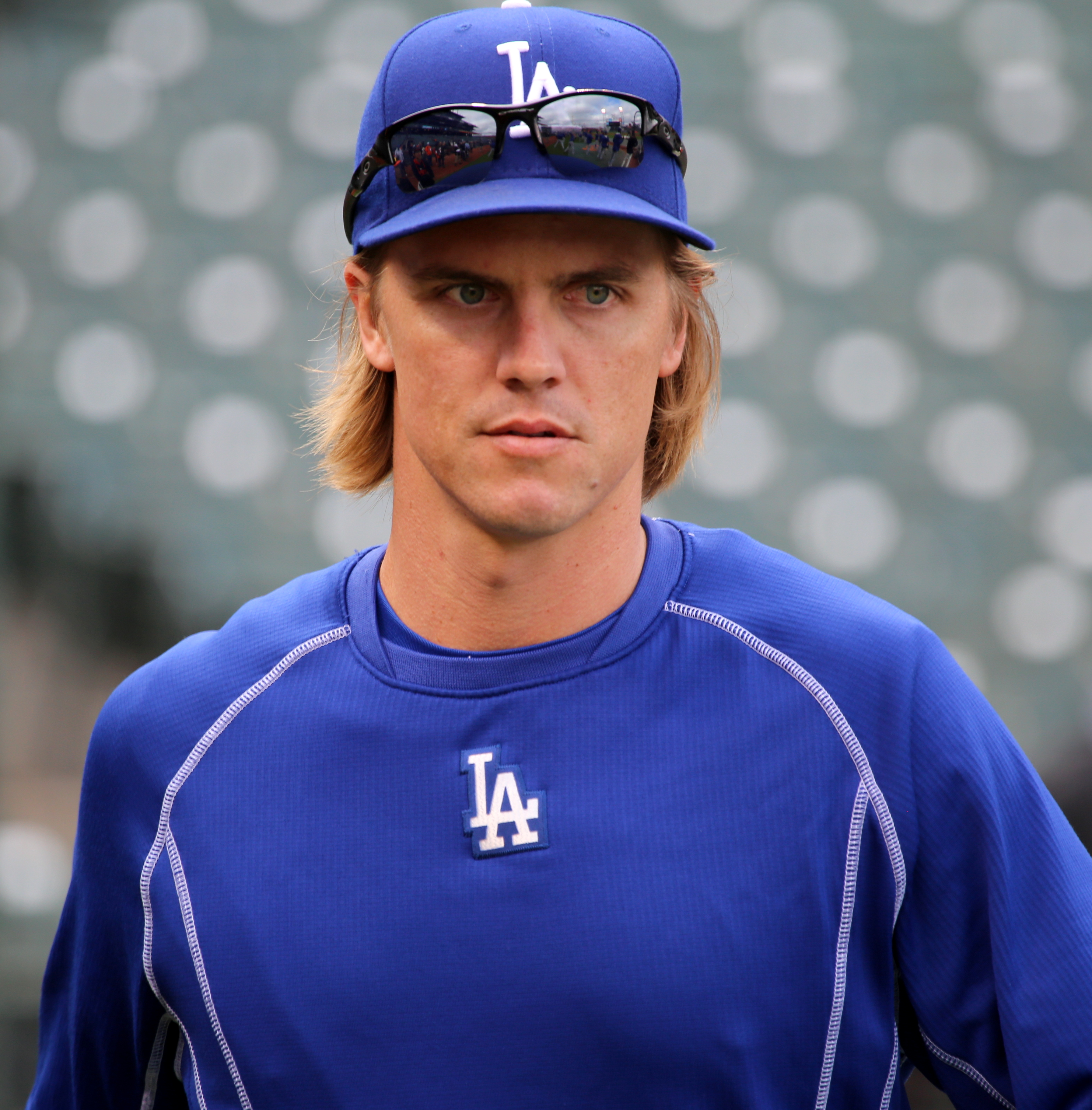
Du 13 juin au 26 juillet, Zack Greinke lance 45 manches et deux tiers sans donner de point.

- 1er juillet : En poste depuis octobre 2011, le directeur général des Angels de Los Angeles, Jerry Dipoto, remet sa démission; l'ancien directeur général Bill Stoneman reprend du service, cette fois sur une base intérimaire[156].
- 13 juillet : À Cincinnati, Todd Frazier des Reds de Cincinnati remporte l'annuel concours de coups de circuit[157].
- 14 juillet : La Ligue américaine assure à son représentant l'avantage du terrain pour la Série mondiale 2015 en remportant à Cincinnati le match des étoiles 2015, par le score de 6-3 sur la Ligue nationale[158]. La vedette des Angels, Mike Trout, est le premier à être élu joueur du match deux années de suite[159].
- 25 juillet : À Chicago, Cole Hamels des Phillies de Philadelphie lance un match sans point ni coup sûr au cours duquel il réussit 13 retraits sur des prises face aux Cubs[160]. Hamels met ainsi fin à une séquence record[161] de 7 920 matchs de suite avec au moins un coup sûr par les Cubs, qui n'avaient pas subi une partie sans coup sûr depuis le match parfait de Sandy Koufax contre eux le 9 septembre 1965[162].
- 26 juillet : 
  - Face aux Mets de New York, Zack Greinke des Dodgers de Los Angeles voit une série de manches lancées sans accorder de point à l'adversaire, amorcée le 13 juin, s'arrêter après 45 manches et deux tiers[163], la 4e plus longue séquence du genre dans l'histoire après celles de Orel Hershiser (59 manches en 1988), Don Drysdale (58 en 1968) et Bob Gibson (47 en 1968)[164].

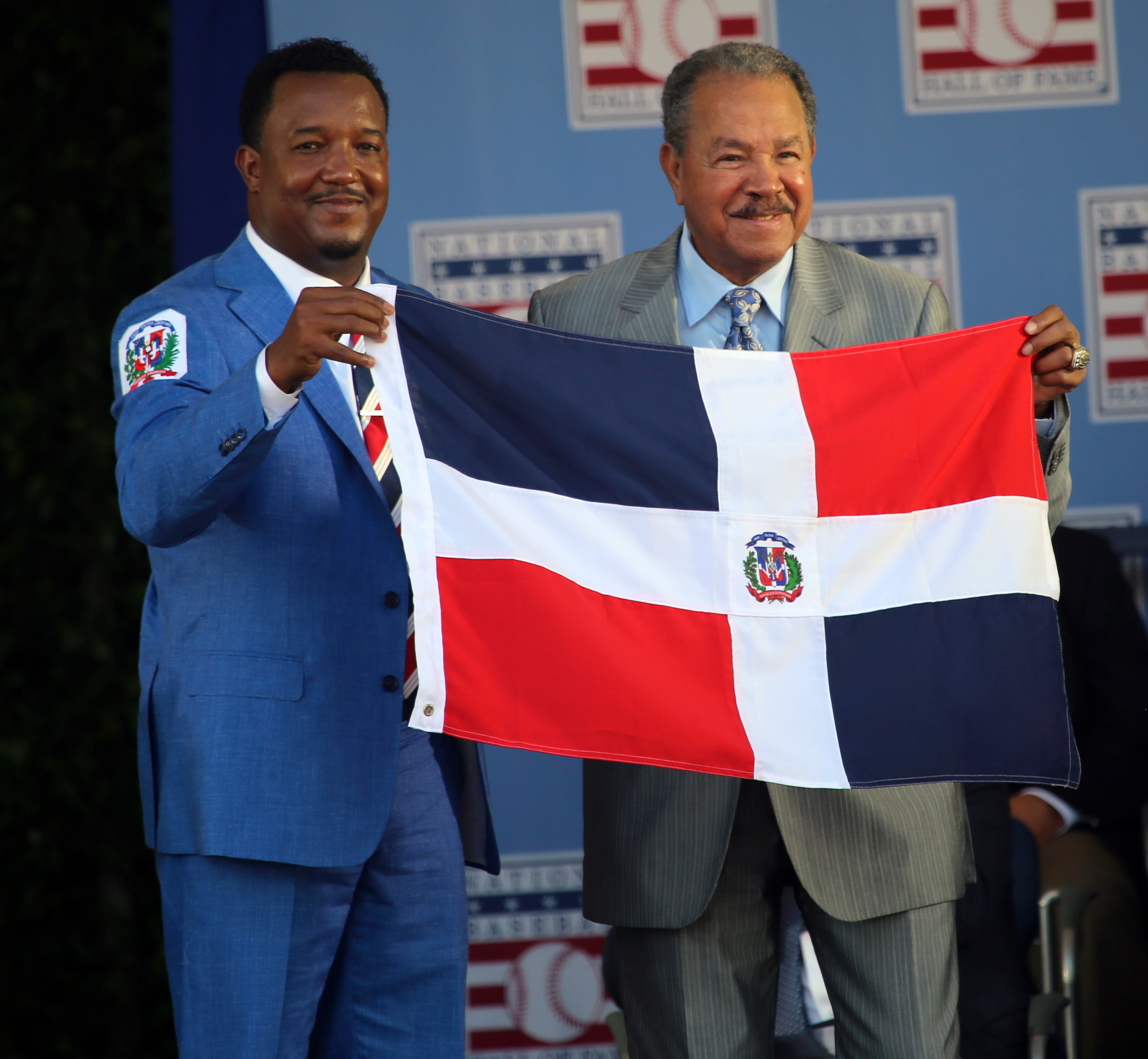
Pedro Martínez (à gauche, aux côtés de Juan Marichal) est intronisé au Temple de la renommée le 26 juillet 2015.

- - Les Reds de Cincinnati échangent aux Royals de Kansas City leur lanceur partant étoile Johnny Cueto, un droitier, contre les lanceurs gauchers Brandon Finnegan, John Lamb et Cody Reed[165].
  - À Cooperstown, les anciens joueurs Pedro Martinez, Randy Johnson, Craig Biggio et John Smoltz sont intronisés au Temple de la renommée du baseball[166].
- 27 juillet : Alex Rodriguez devient le 4e joueur de l'histoire après Ty Cobb, Rusty Staub et Gary Sheffield, à avoir frappé des coups de circuit avant l'âge de 20 ans et passé l'âge de 40 ans[167].
- 28 juillet :
  - Les Rockies du Colorado échangent leur arrêt-court étoile Troy Tulowitzki et le releveur droitier LaTroy Hawkins aux Blue Jays de Toronto contre l'arrêt-court José Reyes, le releveur droitier Miguel Castro et les lanceurs droitiers des ligues mineures Jeff Hoffman et Jesus Tinoco[168].
  - Les Phillies de Philadelphie échangent le stoppeur Jonathan Papelbon aux Nationals de Washington contre un prometteur lanceur droitier des ligues mineures, Nick Pivetta[169].
  - Les Athletics d'Oakland cèdent le joueur d'utilité Ben Zobrist aux Royals de Kansas City contre deux lanceurs des ligues mineures, le droitier Aaron Brooks et le gaucher Sean Manaea[170].
- 30 juillet :
  - Les Tigers de Détroit échangent le lanceur gaucher étoile David Price aux Blue Jays de Toronto contre les jeunes lanceurs gauchers Daniel Norris, Jairo Labourt et Matt Boyd[171].
  - Les Dodgers de Los Angeles, les Braves d'Atlanta et les Marlins de Miami s'échangent un total de 13 joueurs, une transaction dans laquelle le lanceur gaucher Alex Wood passe notamment aux Dodgers tandis que les Braves acquièrent un joueur de champ intérieur récemment arrivé de Cuba, Héctor Olivera[172].
  - Les Brewers de Milwaukee échangent le voltigeur Carlos Gómez et le lanceur droitier Mike Fiers aux Astros de Houston pour quatre joueurs de ligues mineures : les voltigeurs Brett Phillips et Domingo Santana, le lanceur droitier Adrian Houser et le lanceur gaucher Josh Hader[173].

- 31 juillet : Plusieurs transactions sont conclues[174] avant 16 heures (HAE), qui sonne la Date limite des échanges dans le baseball majeur[175] :
  - Les Phillies de Philadelphie échangent les lanceurs gauchers Cole Hamels et Jake Diekman aux Rangers du Texas contre le lanceur gaucher Matt Harrison et 5 joueurs des ligues mineures : les lanceurs droitiers Alec Asher, Jerad Eickhoff et Jake Thompson, le voltigeur Nick Williams et le receveur Jorge Alfaro[176]
  - Les Tigers de Détroit échangent le voltigeur étoile Yoenis Céspedes aux Mets de New York contre les lanceurs droitiers des ligues mineures Luis Cessa et Michael Fulmer[177].
  - Mettant la touche finale à cinq échanges en trois jours[178], les Blue Jays de Toronto acquièrent aussi le voltigeur Ben Revere de Philadelphie[179] et le releveur gaucher Mark Lowe de Seattle[180].

### Août
- 3 août : Face aux Astros de Houston, Adrián Beltré des Rangers du Texas devient le 4e joueur de l'histoire des majeures après John Reilly, Bob Meusel et Babe Herman à réussir 3 fois le cycle au cours de sa carrière, égalant le record[181].
- 12 août : À Seattle, Hisashi Iwakuma lance un match sans point ni coup sûr pour les Mariners aux dépens des Orioles de Baltimore, devenant le deuxième Japonais après Hideo Nomo en 2001 à réussir l'exploit dans les majeures[182].
- 2 au 13 août : Égalant de nouveau leur record de franchise, les Blue Jays de Toronto sont la première équipe depuis les Indians de Cleveland de 1954 à connaître deux séquences de 11 victoires consécutives dans une même saison[183].
- 14 août : Matt Kemp réussit au Colorado le premier cycle des 47 d'histoire des Padres de San Diego[184].
- 15 août : Ichiro Suzuki, des Marlins de Miami, réussit le 4 192e coup sûr de sa carrière professionnelle (incluant ses statistiques au Japon), dépassant Ty Cobb, détenteur du second plus haut total de l'histoire des majeures[185].

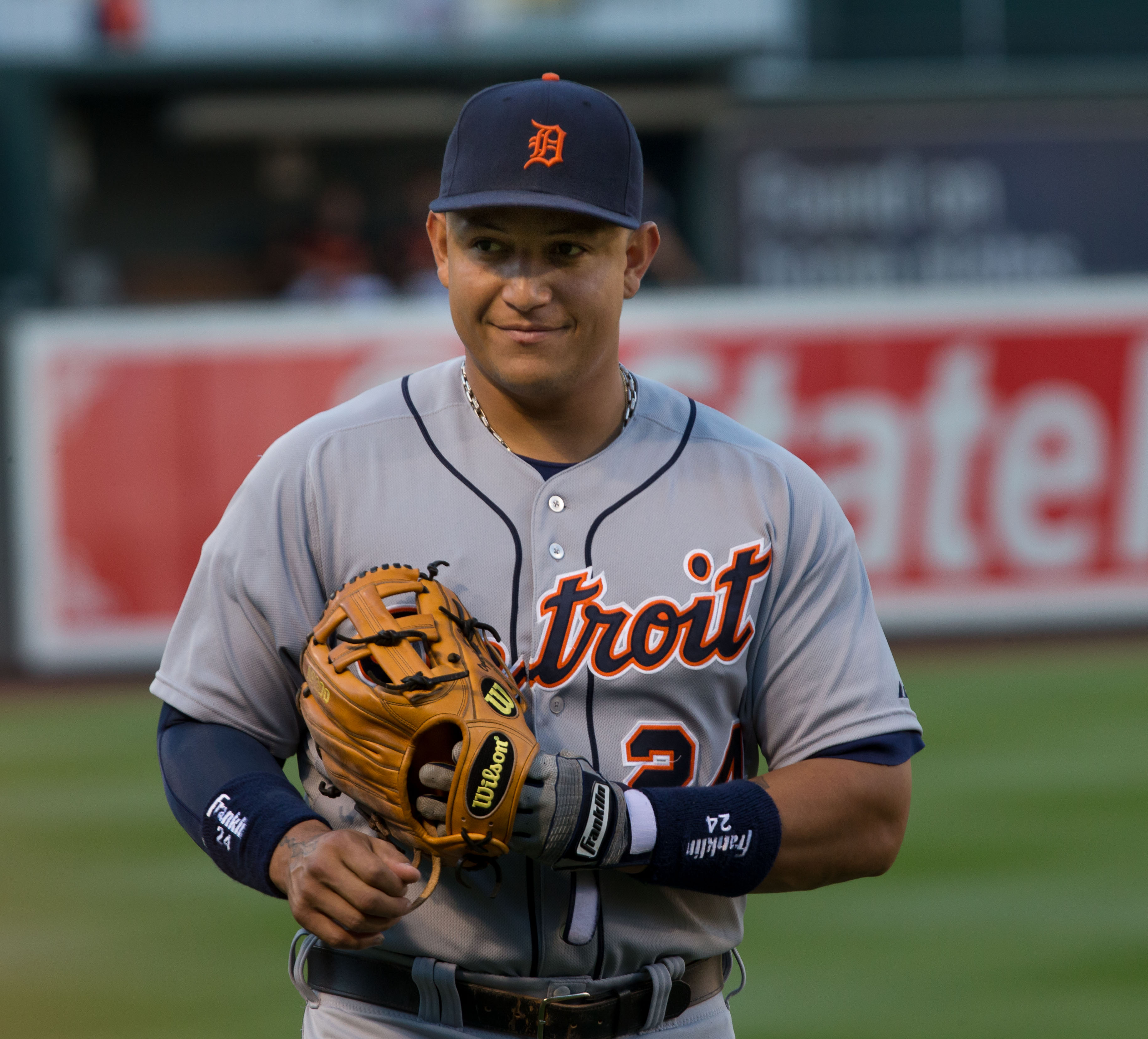
Pour la 4e fois champion frappeur en 2015, Miguel Cabrera bat le record de points produits en carrière pour un Vénézuélien.

- 16 août : En haussant son total à 1 425, Miguel Cabrera, des Tigers de Détroit, dépasse Andrés Galarraga et établit le nouveau record de points produits en carrière par un joueur du Venezuela[186].
- 19 août : Les Phillies de Philadelphie échangent l'un des joueurs emblématiques de leur franchise, le deuxième but Chase Utley, aux Dodgers de Los Angeles contre deux athlètes des ligues mineures : le joueur d'utilité Darnell Sweeney et le lanceur droitier John Richy[187].
- 21 août : 
  - La MLB et l'Association des joueurs ratifient la première politique de la ligue sur la violence domestique[188].
  - Mike Fiers des Astros de Houston lance le premier match sans point ni coup sûr au Minute Maid Park de Houston dans une victoire de 3-0 sur les Dodgers de Los Angeles[189].
- 28 août : Les Mariners congédient Jack Zduriencik, leur directeur général[190].
- 30 août : À Los Angeles, Jake Arrieta lance le 14e match sans coup sûr de l'histoire des Cubs de Chicago. C'est la première fois que les Dodgers de Los Angeles voient une partie sans coup sûr réussie à leurs dépens deux fois dans une même saison[191].

### Septembre
- 11 septembre : Les Reds de Cincinnati emploient une recrue comme lanceur partant pour un 42e match de suite, battant un record établi en 1902 par les Cardinals de Saint-Louis[192]. Tous les partants des Reds seront des recrues jusqu'à la fin de la saison, pour un record de 64 matchs de suite[193].
- 12 septembre : David Ortiz, des Red Sox de Boston, devient le 27e joueur de l'histoire des majeures à réussir 500 coup de circuit en carrière[194].
- 15 septembre : Dans la victoire de 5-4 en 16 manches des Rockies du Colorado sur les Dodgers, à Los Angeles[195], 58 joueurs dont 24 lanceurs sont au total utilisés par les deux clubs, plus que dans toute autre match de l'histoire des majeures[196]. Les Rockies établissent deux nouveaux records des majeures avec 30 joueurs utilisés, dont 13 lanceurs (un 14e, Jason Gurka, joua au champ droit)[197].
- 17 septembre : La première saison dans les majeures de Jung-ho Kang, des Pirates de Pittsburgh, prend fin lorsqu'il a la jambe gauche cassée et le ligament collatéral médial déchiré[198] après une collision avec Chris Coghlan, des Cubs de Chicago, qui glissait au deuxième but pour empêcher, sans succès, un double jeu[199]. La blessure relance le débat sur les glissades autour des buts et la protection des joueurs de champ intérieur sur de tels jeux[200],[201],[202].
- 19 septembre : Les Cardinals de Saint-Louis sont la première équipe qualifiée pour les séries éliminatoires 2015[203].
- 23 septembre : Les Pirates de Pittsburgh s'assurent d'une participation aux séries éliminatoires pour la 3e année consécutive[204].
- 24 septembre : Les Royals de Kansas City se qualifient pour la deuxième année de suite en séries éliminatoires et remportent un premier titre de division depuis 1985, leur premier depuis leur passage en 1994 à la division Centrale de la Ligue américaine[205].
- 25 septembre : Les Blue Jays de Toronto mettent fin à la plus longue séquence active d'années (22) sans participation aux séries éliminatoires en se qualifiant pour la première fois depuis 1993[206].
- 26 septembre : Les Mets de New York décrochent leur premier titre de la division Est de la Ligue nationale et leur première qualification en séries éliminatoires depuis 2006[207].
- 29 septembre : Les Dodgers de Los Angeles remportent un 3e titre consécutif de la division Ouest de la Ligue nationale[208].

### Octobre
- 1er octobre : 
  - Les Yankees de New York confirment leur retour en séries éliminatoires après une absence de deux ans lorsqu'ils s'assurent d'une place de meilleur deuxième en triomphant de Boston[209]. Cette victoire permet aux Yankees de devenir la première équipe de la Ligue américaine[210] à gagner 10 000 matchs dans son histoire (depuis 1903)[211].
  - Victorieux à domicile sur les Angels, les Rangers du Texas assurent leur retour en séries éliminatoires après les avoir ratées les 3 années précédentes[212].
- 3 octobre : 
  - Max Scherzer des Nationals de Washington devient le 6e lanceur de l'histoire[213] à réussir deux matchs sans coup sûr en une saison lors d'une victoire de 2-0 sur les Mets, à New York. Avec 17 retraits sur des prises, Scherzer établit un record des Nationals et égale le record de Nolan Ryan (15 juillet 1973) pour le plus grand nombre dans une telle performance[214].
  - Les 17 retraits sur des prises de Scherzer pour Washington, auxquels s'ajoutent pour les Mets les 11 réussis par Matt Harvey, le 3 de Hansel Robles, les 3 de Erik Goeddel et celui de Carlos Torres haussent le total à 35 retraits au bâton au total pour ce match, un nouveau record des majeures pour un match de 9 manches[215] qui surpasse les 31 de la rencontre Texas-Seattle du 13 juillet 1997[216]. Les 59 retraits sur des prises cumulés par les deux clubs ce jour-là sont aussi le plus grand nombre pour un programme double, battant une marque de 41 établie à trois reprises[215]. Au total, ce sont 48,8 pour cent des frappeurs qui ont été retirés sur trois prises durant cette journée[215].
- 4 octobre :
  - Les Rangers du Texas remportent leur premier titre de la division Ouest de la Ligue américaine depuis 2011[217] en l'emportant à domicile au dernier jour de la saison sur les Angels de Los Angeles, qu'ils éliminent du même coup de la course aux éliminatoires[218].
  - Malgré une défaite en Arizona au dernier jour de la saison régulière, les Astros de Houston se qualifient pour leurs premières séries éliminatoires depuis 2005 grâce à la défaite de leurs poursuivants au classement, les Angels de Los Angeles, aux mains des Rangers du Texas[219].
  - Incapable de réussir plus de deux retraits comme lanceur partant des Blue Jays de Toronto face aux Rays de Tampa Bay, le lanceur gaucher Mark Buehrle termine 2015 avec un total de 198 manches et deux tiers de travail, ce qui met fin à sa série de 14 saisons consécutives avec au moins 200 manches lancées[220].
  - Les lanceurs des Cubs de Chicago terminent 2015 avec 1 431 au total, un nouveau record de la Ligue nationale qui surpasse la précédente marque de 1 404 que le club avait établie en 2003[221].
  - Avec 301 retraits sur des prises au terme de son dernier match de la saison, joué le 4 octobre, Clayton Kershaw des Dodgers de Los Angeles est le premier lanceur à atteindre les 300 depuis Randy Johnson et Curt Schilling en 2002[222]. Son coéquipier Zack Greinke, qui a lancé la veille, termine l'année avec une moyenne de points mérités de 1,66. C'est la meilleure des majeures et la plus basse depuis celle de 1,63 de Greg Maddux en 1995[223].
  - À 41 ans, Ichiro Suzuki des Marlins de Miami fait ses débuts dans les majeures comme lanceur alors qu'il est au monticule pour une manche à Philadelphie[224].
  - Avec la meilleure moyenne au bâton (,338) de la Ligue américaine et des majeures en 2015, Miguel Cabrera des Tigers de Détroit remporte son 4e championnat des frappeurs en 5 saisons[225].
  - Dee Gordon des Marlins de Miami termine avec le meilleur total de coups sûrs (205) des majeures et est champion frappeur de la Ligue nationale en haussant sa moyenne au bâton à ,333 pour devancer Bryce Harper des Nationals de Washington au dernier jour de la saison[226]. Avec 58 buts volés, Gordon est le premier joueur depuis Jackie Robinson en 1949 à gagner le titre des frappeurs et celui des voleurs de buts la même année dans la Ligue nationale[226].
- 5 octobre : Au lendemain du dernier match de la saison régulière, les Nationals de Washington remercient leur gérant des deux dernières saisons, Matt Williams, et congédient dans la foulée sept de ses instructeurs[227].
- 6 octobre : Début des séries éliminatoires 2015 de la Ligue majeure de baseball.
- 7 octobre: Match de meilleur deuxième de la Ligue américaine entre les Yankees de New York et les Astros de Houston. Les Astros l'emportent sur le score de 3-0 et se qualifient pour les Séries de divisions de la Ligue américaine.
- 8 octobre : 
  - Match de meilleur deuxième de la Ligue nationale entre les Pirates de Pittsburgh et les Cubs de Chicago. Les Cubs l'emportent sur le score de 4-0 et se qualifient pour les Séries de divisions de la Ligue nationale.
  - Début des Séries de divisions de la Ligue américaine entre d'une part, les Royals de Kansas City et les Astros de Houston et d'autre part, les Blue Jays de Toronto et les Rangers du Texas.
- 9 octobre : Début des Séries de divisions de la Ligue nationale entre d'une part, les Dodgers de Los Angeles aux Mets de New York et d'autre part, les Cardinals de Saint-Louis aux Cubs de Chicago.
- 17 octobre : Début de la Série de championnat de la Ligue nationale. Elle oppose les Mets de New York aux Cubs de Chicago. Les Mets l'emportent quatre parties à zéro et se qualifient pour la Série mondiale.
- 18 octobre : Début de la Série de championnat de la Ligue américaine. Elle oppose les Royals de Kansas City aux Blue Jays de Toronto. Les Royals l'emportent quatre parties à deux et se qualifient pour la Série mondiale.
- 27 octobre : Début de la Série mondiale. Elle oppose les Royals de Kansas City aux Mets de New York.

### Novembre
- 1er novembre : Les Royals de Kansas City remportent la Série mondiale 2015 quatre matchs à un sur les Mets de New York et sont couronnés champions du baseball majeur pour la deuxième fois de leur histoire et la première fois depuis 1985.